# Trudnowo
Trudnowo (biał. Труднава, Trudnawa; ros. Трудново, Trudnowo) – wieś na Białorusi, w obwodzie grodzieńskim, w rejonie korelickim, w sielsowiecie Rajca.

## Historia
Pod zaborami i w II Rzeczypospolitej okolica szlachecka. W XIX i w początkach XX w. położone było w Rosji, w guberni mińskiej, w powiecie nowogródzkim, w gminie Cyryn.
W dwudziestoleciu międzywojennym leżało w Polsce, w województwie nowogródzkim, w powiecie nowogródzkim, w gminie Cyryn. W 1921 miejscowość liczyła 24 mieszkańców, zamieszkałych w 5 budynkach, wyłącznie Polaków. 20 mieszkańców było wyznania rzymskokatolickiego i 4 prawosławnego.
Po II wojnie światowej w granicach Związku Sowieckiego. Od 1991 w niepodległej Białorusi.